# Manari
Manari là một đô thị thuộc bang Pernambuco, Brasil. Đô thị này có diện tích 407 km², dân số năm 2007 là 15589 người, mật độ 38,3 người/km².